# Niels Wilhelm Gade
Pour les articles homonymes, voir Gade.
Niels Wilhelm Gade (né le 22 février 1817 à Copenhague où il est mort le 21 décembre 1890) est un compositeur danois. Avec son beau-père Johan Peter Emilius Hartmann, il a dominé la vie musicale danoise pendant 50 ans à l'époque dite de l'âge d'or danois.

## Biographie
Fils d'un menuisier facteur d'instruments de musique, notamment de pianos, il suit les cours de violon du violoniste F.T. Wexschall et de composition du compositeur A.P. Berggreen. Bien qu’il s’engage alors d’abord dans une carrière de violoniste, son but est de devenir compositeur. Après quelques œuvres initiales comme Aladdin (1839), il écrit sa première œuvre majeure, l'ouverture Souvenirs d'Ossian, qui sera primée par la Société musicale de Copenhague en 1840 (dans le jury se trouvaient Louis Spohr et Friedrich Schneider). La devise de cette ouverture est «la forme ne nous lie pas, notre art s'appelle la poésie». Dans le même esprit, la première symphonie est une œuvre de grandes proportions, et plus libre que les œuvres plus classiques qui caractériseront souvent à l'avenir les compositions de Gade. Celle-ci est alors envoyée à Felix Mendelssohn qui, enthousiaste, la crée avec son orchestre du Gewandhaus de Leipzig le 2 mars 1843. Le succès est tel que Mendelssohn lui propose de devenir son assistant.
Avec l'aide d'une bourse de voyage du gouvernement danois, il se rend à Leipzig afin d'y enseigner et d'assister Mendelssohn au pupitre de direction. Il se lie aussi d'amitié avec Robert Schumann, qui voit en lui un «compositeur exceptionnel» avec lequel il «sympathisait comme avec peu». Schumann  écrit un long article enthousiaste sur le jeune compositeur, qui- dit-il - ressemblait à Mozart et dont les lettres du nom s'écrivaient comme celles des quatre cordes du violon (GADE en allemand donne sol/la/ré/mi). Après ce départ fulgurant, son nom devient rapidement connu dans toute l'Europe. A cette époque, Gade - sur les conseils notamment de Schumann - s'écarte lentement de l'idéal plus nordique et sombre de son ouverture Ossian et de sa première symphonie, et s'approche dans ses œuvres du style de l'école de Leipzig. Tel est le cas notamment de sa seconde symphonie en mi majeur Opus 10, de son quintette à cordes Opus 8, de son octuor à cordes Opus 17, ainsi que de sa troisième symphonie en la mineur Opus 15, et de l'ouverture «Im Hochland», Opus 14. En parallèle, il continue cependant à composer certaines œuvres plus nordiques comme la cantate Comala et les esquisses d'un opéra «Siegfried und Brünhilde» (avant que Wagner ne se lance sur le sujet). À la mort de Mendelssohn, Gade qui - à côté de son activité de compositeur - s'est vite imposé comme chef d'orchestre, prend sa succession à la tête de l'orchestre du Gewandhaus.
À la suite du déclenchement de la guerre dano-allemande de 1848, Gade retourne au Danemark et y assure désormais la direction de l’orchestre et des chœurs de la Société musicale de Copenhague (Musikforeningen), poste qu'il occupe jusqu'à sa mort quarante ans plus tard. Il ne revient à Leipzig diriger l'orchestre du Gewandhaus que brièvement pour une saison en 1852. A Copenhague, il régénère l'orchestre et les chœurs de l'association tout en travaillant comme organiste dans l'église de Holmen. Tout le répertoire classique est joué, de la Passion selon saint-Mathieu de Bach aux symphonies de Beethoven, Mendelssohn ou Schumann. Il inscrit au programme aussi de nombreuses œuvres contemporaines. Gade était un chef d'orchestre énergique et intelligent, mettant en évidence les moindres détails mais aussi la construction d'ensemble.
En tant que chef d'orchestre, il fait de nombreuses tournées en Allemagne, en Angleterre ou en Hollande le plus souvent pour diriger ses propres œuvres.
Niels Gade a épousé la fille du compositeur danois Johann Peter Emilius Hartmann et a pour beaux-frères Emil Hartmann et August Winding. Il a une forte influence sur la formation de ces derniers et de plusieurs autres jeunes compositeurs scandinaves, en ce compris Edvard Grieg. Même si ce dernier se rebellera un temps contre l'approche classique «de Leipzig» défendue par son aîné, il dira plus tard toute son admiration pour celui-ci. On trouve dans plusieurs de ses œuvres de jeunesse, notamment dans sa sonate pour piano, une influence directe de Gade.
En 1867, Gade fonde avec Hartmann le Conservatoire royal de musique de Copenhague (Académie royale danoise de musique), inspiré par celui de Leipzig.
Dans ses compositions, Gade développe lors de son retour à Copenhague un ton nouveau qu'on a pu caractériser comme plus danois, notamment dans sa quatrième symphonie en si bémol majeur de 1850, dans sa Fantaisie de printemps de 1852, pour célébrer ses fiançailles avec Sophie Hartmann, ou dans sa cantate Elverskud de 1853. Ces œuvres restent parmi ses compositions les plus populaires. L'idéal de Gade est devenu un idéal classique d'équilibre et d'harmonie. En ce sens, la perfection de la composition, depuis la forme jusqu'aux moindres détails de l'orchestration a été unanimement admirée.
Ses créations ultérieures sont fortement influencées par son activité à la Musikforening et consistent en grande partie de cantates pour soli, choeur et orchestre, souvent de grand format. On peut citer par exemple les cantates Les Croisés de 1865, Kalanus de 1869, Zion de 1874, ou Psyche de 1882. A côté, il compose aussi des cantates plus brèves comme Frühlingsbotschaft, Die Heilige Nacht, Gefion, Ved Solnedgang ou Der Strom (d'après Goethe). Il compose de même ses quatre dernières symphonies, dont la cinquième avec piano obligatoire, dédiée à sa jeune épouse, et la sixième plus sombre en sol mineur, après le décès inopiné de celle-ci, en mettant au monde des jumeaux. La tragédie de ce décès marque d’autres œuvres plus douloureuses de cette époque comme la cantate Le rêve de Baldur. La huitième symphonie en si mineur de 1871 renoue avec le style plus «nordique» de sa première symphonie. Par respect pour Beethoven, Gade se refusera à écrire une neuvième symphonie. Il composera cependant des ouvertures comme Hamlet (1861), Michelangelo (1861), deux ravissants opus de novelettes pour orchestre à cordes, une suite En Sommerdag paa landet (Un jour d'été à la campagne), un concerto pour violon dédié à son ami Joseph Joachim (1880), et une suite Holbergiana (1884, pour commémorer le bicentenaire de la naissance du grand écrivain Ludvig Holberg; Johan Peter Emilius Hartmann et Edvard Grieg écriront aussi des œuvres pour cette occasion). On peut encore citer ses œuvres de musique de chambre, tels que le trio à clavier et les novelettes pour trio à clavier, le sextuor à cordes, des quatuors à cordes, sans oublier les sonates pour piano et violon. Dans l'ensemble, son œuvre offre une transition importante entre la génération  de Schumann et Mendelssohn et celle de Brahms.⁹
Après une éclipse momentanée, l’œuvre de Gade est de nos jours de nouveau régulièrement jouée et enregistrée. Une édition complète de celle-ci est en voie de réalisation. Plusieurs articles, livres et ouvrages lui ont été consacrés, notamment le catalogue de ses œuvres, l’édition de sa correspondance et une biographie nouvelle et approfondie.
Au décès de Gade, une statue à son effigie de Vilhelm Bissen sera érigée à Copenhague. L'importance de Gade dans la vie musicale danoise est unique. Comme son idole Félix Mendelssohn, il aura joué un rôle de premier plan tant en tant que compositeur de réputation internationale, en tant que chef d'orchestre qui a dominé la vie musicale danoise pendant quarante ans, et en tant que pédagogue et notamment fondateur et directeur du Conservatoire de Copenhague. Son tempérament se caractérisait par une certaine bonhomie bienveillante ainsi qu'une force de travail peu commune. Curieusement, un de ses points de friction avec de jeunes compositeurs tels que Grieg portait sur sa réticence face à une orientation  musicale trop "nationale", à laquelle il préférait une approche plus classique et universelle, et ce alors que dans sa jeunesse, il avait lui-même cultivé les couleurs nordiques dans ses propres compositions  (et n'y avait renoncé partiellement que sur les conseils de Schumann).
Le fils de Niels Gade, Axel Gade (1860-1921) est aussi devenu compositeur ainsi qu'un violoniste réputé. De même, son petit-fils Niels-Rudolph Gade (1884-1937) était organiste et compositeur.

## Distinctions
- Membre honoraire de la Royal Philharmonic Society (1859)[3]
- Pour le Mérite pour les sciences et arts
- Ordre Pour le Mérite

## Œuvres principales

### Symphonies
- Symphonie no 1 en ut mineur, op. 5 (1842)
- Symphonie no 2 en mi majeur, op. 10 (1843)
- Symphonie no 3 en la mineur, op. 15 (1847)
- Symphonie no 4 en si bémol majeur, op. 20 (1849)
- Symphonie no 5 en ré mineur, op. 25 (1852)
- Symphonie no 6 en sol mineur, op. 32 (1857)
- Symphonie no 7 en fa majeur, op. 45 (1864)
- Symphonie no 8 en si mineur, op. 47 (1871)

### Autres
Gade a également composé un concerto pour violon, op. 56, de la musique de chambre, des pièces pour piano, des cantates, plus d'une cinquantaine de lieder scandinaves et diverses pièces pour orgue. Citons notamment :
- Frublingsblumen, op. 2B (1842)
- Octuor, op. 17 (1849)
- Aquarelle, op. 19 (1850)
- Arabeske, op. 27 (1854)
- Sonate pour piano, op. 28 (1854)
- Idyllen, op. 34 (1857)
- Trio avec piano, op. 42 (1863)
- Fantaisiestucke, op. 43 (1864) (pour clarinette et piano)
- Quatuor à cordes, op. 63 (1889)

### Liste des œuvres
| Année | Op. | Tonalité        | Genre               | Titre et autres détails |
| ----- | --- | --------------- | ------------------- | --- |
| 1836  | —   | mi              | Musique symphonique | Ouverture |
| 1836  | —   | la mineur       | Musique de chambre  | Allegro, Quatuor à cordes |
| 1837  | —   | fa mineur       | Musique de chambre  | Andante & allegro molto, quintette à cordes (2 violons, alto et 2 violoncelles)                                               |
| 1839  | —   | si bémol majeur | Musique de chambre  | Trio avec piano |
| 1840  | —   |                 | Chœur               | Seht', welch ein Mensch! Hymne. Chœur a cappella.                                                                             |
| 1840  | —   |                 | Chœur               | Hilf uns, Gott, in unserm Streit. Gebeth. Chœur a cappella.                                                                   |
| 1840  | 1   | la mineur       | Musique symphonique | Echoes of Ossian (Efterklange af Ossian), Ouverture                                                                           |
| 1840  | —   |                 | Ballet              | Fædrelandets muser, Johannes Frederik Frølich                                                                                 |
| 1840  | 28  | mi mineur       | Piano               | Sonate pour piano (révisée en 1854)                                                                                           |
| 1840  | —   | fa majeur       | Musique de chambre  | Quatuor à cordes |
| 1840  | —   |                 | Musique vocale      | Fem Fædrelandshistoriske Songs                                                                                                |
|       |     |                 | Musique vocale      | — Hvi synges evigt om Spartaner, Daniel Rantzau. Texte de Adam Oehlenschläger                                                 |
|       |     |                 | Musique vocale      | — En Schweitzerbonde staar aarle ved Strand, Den sælsome Jordefærd. Texte de Adam Oehlenschläger                              |
|       |     |                 | Musique vocale      | — Der risler en Kilde i Haraldsted Skov. Texte de H. P. Holst                                                                 |
|       |     |                 | Musique vocale      | — Før var der knap skrevet paa dansk en Band, Ludvig Holberg. Texte de C. Vilster                                             |
|       |     |                 | Musique vocale      | — Paa Sjølunds fagre Sletter. Texte de B. S. Ingemann                                                                         |
| 1841  | 2b  |                 | Piano               | Spring Flowers (Foraarstoner), 3 Pièces pour piano. Révisé en 1873                                                            |
|       |     | fa majeur       | Piano               | — Allegretto grazioso |
|       |     | si bémol majeur | Piano               | — Andantino con moto |
|       |     | ut majeur       | Piano               | — Allegretto cantabile |
| 1841  | —   |                 | Musique vocale      | 6 Lieder. Christoph Ernst Friedrich Weyse                                                                                     |
| 1842  | 3   |                 | Chœur               | Agnete and Havfruerne. Solo, chœur de femmes et orchestre. Texte de H. C. Andersen                                            |
|       |     |                 | Chœur               | — Jeg ved et Slot, dets Væg og Tag, Havfruesang                                                                               |
|       |     |                 | Musique vocale      | — Sol deroppe ganger under Lide, Agnetes Vuggevise                                                                            |
| 1842  | 4   |                 | Piano               | Nordiske Tonebilleder. Piano 4 mains                                                                                          |
|       |     | fa majeur       | Piano               | Allegro risoluto |
|       |     | fa mineur       | Piano               | Allegretto quasi Andantino |
|       |     | fa majeur       | Piano               | Allegro commodo |
| 1842  | 5   | ut mineur       | Musique symphonique | Symphonie nº 1, Paa Sjølunds fagre Sletter                                                                                    |
| 1842  | 6   | la majeur       | Musique de chambre  | Sonate pour violon nº 1 |
| 1842  | —   |                 | Ballet              | Napoli. Ballet by August Bournonville. (H. S. Paulli & Edvard Helsted)                                                        |
| 1842  | —   |                 | Musique vocale      | 3 Lieder. Texte de Christian Winther                                                                                          |
| 1843  | 10  | mi majeur       | Musique symphonique | Symphonie nº 2 |
| 1844  | 7   | ré majeur       | Musique symphonique | In the Highlands (I Højlandet), Ouverture                                                                                     |
| 1845  | 8   | mi mineur       | Musique de chambre  | Quintette à cordes, 2 violons, 2 altos, violoncelle                                                                           |
| 1845  | 9   |                 | Musique vocale      | Neuf chants populaires. Soli et piano. Texte de ?                                                                             |
| 1845  | 11  |                 | Chœur               | 6 Songs. chœur d'hommes |
| 1846  | 12  |                 | Chœur               | Comala. Cantate. Soli, chœur et orchestre. Texte d'après Ossian                                                               |
| 1846  | 13  |                 | Chœur               | 5 Songs. Chœur a cappella. Texte de Emanuel Geibel                                                                            |
|       |     |                 | Chœur               | — Der Frühling ist ein starker Held, Ritter Frühling                                                                          |
|       |     |                 | Chœur               | — Die stille Wasserrose steigt, Die Wasserrose                                                                                |
|       |     |                 | Chœur               | — Wer recht in Freuden wandern will, Morgenwanderung                                                                          |
|       |     |                 | Chœur               | — Feldeinwärts fland ein, Herbstlied                                                                                          |
|       |     |                 | Chœur               | — Im Wald im hellen Sonnenschein, Im Wald                                                                                     |
| 1846  | 14  | ut majeur       | Musique symphonique | Ouverture (nº 3) |
| 1846  | —   |                 | Chœur               | O du, der du die Liebe bist. Chœur et cordes. Texte de ?                                                                      |
| 1847  | 15  | la mineur       | Musique symphonique | Symphonie nº 3 |
| 1848  | 16  |                 | Chœur               | Horseman's Life (Ridderliv). 6 Songs. chœur d'hommes. Texte de C. Schultes                                                    |
| 1848  | 18  |                 | Piano               | Three character pieces, Piano 4 mains                                                                                         |
|       |     | ut majeur       | Piano               | — Bortreisen |
|       |     | mi mineur       | Piano               | — Valpladsen |
|       |     | mi majeur       | Piano               | — Hjemkomsten |
| 1849  | 17  | fa majeur       | Musique de chambre  | Octuor, 4 violons, 2 altos et 2 violoncelles                                                                                  |
| 1849  | 21a | ré mineur       | Musique de chambre  | Sonate pour violon nº 2 |
| 1849  | 21b |                 | Musique vocale      | Three digte. Texte de Carsten Hauch                                                                                           |
|       |     |                 | Musique vocale      | — Herr Magnus han stirrer i Vinternatten ud, Knud Lavard                                                                      |
|       |     |                 | Musique vocale      | — Hvorfor svulmer Weichselfloden, Polsk Fædrelandssang                                                                        |
|       |     |                 | Musique vocale      | — Hvi staar du saa ensom o Birketræ, Birken                                                                                   |
| 1849  | —   |                 | Musique vocale      | Mariotta. Syngestykke. Texte de Carl Borgaard d'après Eugène Scribe                                                           |
| 1850  | 19  |                 | Piano               | Akvareller, Piano |
| 1850  | 20  | si bémol majeur | Musique symphonique | Symphonie nº 4 |
| 1850  | —   | fa majeur       | Musique symphonique | Nordisk Sæterrejse, Lystspil Overture                                                                                         |
| 1850  | —   |                 | Musique vocale      | 3 Songs. Texte de H. C. Andersen                                                                                              |
| 1851  | 22  |                 | Orgue               | 3 tone pieces, Orgue |
|       |     | fa majeur       | Orgue               | — Tonestykke |
|       |     | ut majeur       | Orgue               | — Tonestykke |
|       |     | la mineur       | Orgue               | — Tonestykke |
| 1851  | —   | fa mineur       | Musique de chambre  | Quatuor à cordes |
| 1852  | 23  |                 | Musique vocale      | Spring Fantasy (Foraarsfantasi). Cantate. Soli, piano et orchestre. Texte de Edmund Lobedanz                                  |
| 1852  | 24  |                 | Musique vocale      | Bilder des Orients. 5 lieder. Texte de Heinrich Stieglitz                                                                     |
|       |     |                 | Musique vocale      | — Deine Stimme lass ertonen                                                                                                   |
|       |     |                 | Musique vocale      | — Milde Abendlüfte wehen, Ständchen                                                                                           |
|       |     |                 | Musique vocale      | — Meinen Kranz hab' ich gesendet                                                                                              |
|       |     |                 | Musique vocale      | — Ihr habt genug getrunken, Am Brunnen                                                                                        |
|       |     |                 | Musique vocale      | — Wenn der letzte Saum des Tages                                                                                              |
| 1852  | 25  | ré mineur       | Musique symphonique | Symphonie nº 5, Piano |
| 1852  | —   |                 | Piano               | Albumsblade. Piano |
| 1852  | —   |                 | Musique vocale      | 3 Lieder |
|       |     |                 | Musique vocale      | - bl. a. |
|       |     |                 | Musique vocale      | — Grøn er Vaarens Hæk, Aprilvise. Texte de Poul Martin Møller                                                                 |
| 1852  | —   |                 | Musique vocale      | Op thi Dagen nu frembryder. Texte de Hans Adolph Brorson                                                                      |
| 1853  | 26  |                 |                     | 5 Songs. chœur d'hommes |
| 1853  | 29  |                 | Musique de chambre  | Novelletter, Trio avec piano                                                                                                  |
| 1854  | 27  |                 | Piano               | Arabeske. Piano |
| 1854  | 28  | mi mineur       | Piano               | Sonate pour piano, Révision de la sonate de 1840                                                                              |
| 1854  | 30  |                 | Chœur               | Elverskud. Cantate. Soli, chœur et orchestre. Texte de Christian Molbech                                                      |
| 1854  | —   |                 | Ballet              | Et folkesagn. Ballet by August Bournonville. (Actes I et III; J. P. E. Hartmann a composé la musique de l'Acte II)            |
| 1855  | 31  |                 | Piano               | Folkedanse. Piano |
| 1856  | —   |                 | Musique vocale      | Udrust dig Helt fra Golgata. Texte de Johannes Ewald                                                                          |
| 1856  | —   |                 | Chœur               | O du, der du die Liebe bist. Chœur a cappella. Texte de ? (Tidligere version 1846)                                            |
| 1856  | —   |                 | Musique vocale      | Minde Cantate over Fru Anna Nielsen                                                                                           |
| 1857  | 32  | sol mineur      | Musique symphonique | Symphonie nº 6 |
| 1857  | 34  |                 | Piano               | Idyller. Piano |
|       |     | sol majeur      | Piano               | — I Blomsterhaven |
|       |     | fa majeur       | Piano               | — Ved Bækken |
|       |     | ré majeur       | Piano               | — Trækfugle |
|       |     | ré majeur       | Piano               | — Bytendæmring |
| 1857  | —   |                 | Chœur               | Baldurs drøm. Cantate. Soli, chœur et orchestre. Texte de Adolph Hertz                                                        |
| 1857  | —   |                 | Piano               | Fra skitsebanden. Piano |
| 1858  | 33  |                 | Chœur               | 5 Songs. chœur d'hommes |
| 1858  | 35  |                 | Chœur               | Foraars-Budskab. Koncertstykke. chœur et orchestre. Texte de Emanuel Geibel                                                   |
| 1859  | 36  |                 | Piano               | Children's Christmas (Børnenes Jul), Piano                                                                                    |
|       |     | fa majeur       | Piano               | — Jule-Klokkerne |
|       |     | la majeur       | Piano               | — Indgangsmarch |
|       |     | la mineur       | Piano               | — Drengenes Runddans |
|       |     | mi majeur       | Piano               | — Smaapigernes Dans |
|       |     | fa majeur       | Piano               | — Godnat! |
| 1859  | —   |                 | Musique vocale      | Barn Jesus i en Krybbe laa. Texte de H. C. Andersen                                                                           |
| 1859  | —   |                 | Musique vocale      | Minde Cantate for Overhofmarschal Chamberlain Levetzau                                                                        |
| 1860  | —   | C-sharp minor   | Piano               | Andantino, Piano |
| 1860  | —   | ut majeur       | Piano               | Albumblad, Piano |
| 1860  | —   | fa majeur       | Piano               | Danserinden, Piano |
| 1860  | —   |                 | Musique vocale      | Minde Cantate for Skuespiller Nielsen                                                                                         |
| 1861  | 37  | ut mineur       | Musique symphonique | Hamlet, Ouverture |
| 1861  | 39  | fa majeur       | Musique symphonique | Michelangelo,. Ouverture |
| 1861  | 40  |                 | Chœur               | Die heilige Nacht. Cantate. Solo, chœur et orchestre. Texte d'après August von Platen-Hallermünde                             |
| 1861  | 41  |                 | Piano               | Quatre pièces fantastiques. Piano                                                                                             |
|       |     | si majeur       | Piano               | — I Skoven |
|       |     | fa mineur       | Piano               | — Mignon |
|       |     | sol mineur      | Piano               | — Eventyr |
|       |     | si majeur       | Piano               | — Ved Festen |
| 1861  | —   | si bémol majeur | Piano               | Pièce pour piano, Oprindelig skitse til Fantasistykke op 41                                                                   |
| 1861  | —   |                 | Piano               | Scherzino Akvarel, Piano |
| 1862  | 38  |                 | Chœur               | 5 Songs, chœur d'hommes |
| 1863  | 42  | fa majeur       | Musique de chambre  | Trio avec piano |
| 1863  | —   | ré mineur       |                     | Sørgemarch ved Kong Frederik. d. 7.'s Død                                                                                     |
| 1863  | —   |                 | Musique vocale      | Holger Danskes Songs. Texte de B. S. Ingemann                                                                                 |
|       |     |                 | Musique vocale      | — Ved Leire græsse nu Faar paa Vold. Holger Danskes Vugge                                                                     |
|       |     |                 | Musique vocale      | — Vær hilset mit gamle Fædreland, Holger Danskes hilsen til frænderne                                                         |
|       |     |                 | Musique vocale      | — Kong Gøttrik sad ene paa Leire Borg, Holgers bortsendelse                                                                   |
|       |     |                 | Musique vocale      | — Jeg frit mig tumled i Verden om, Holger Danskes vej                                                                         |
|       |     |                 | Musique vocale      | — Der klang til Danmark en Kæmpesang, Holgers kamp Burmand                                                                    |
|       |     |                 | Musique vocale      | — Til Rosengaarden gik jeg i Jomfruens Baand, Prinsesse Gloriant                                                              |
|       |     |                 | Musique vocale      | — Tolv Riddere sad ved Kejserens Bord, De tolv jævninger                                                                      |
|       |     |                 | Musique vocale      | — Faner vifted over Sjolde, De elleve jævningers jordefærd                                                                    |
|       |     |                 | Musique vocale      | — Svart længtes jeg efter mit Fædreland, Holgers Orlov and Hjemfart                                                           |
|       |     |                 | Musique vocale      | — I alle de Riger og Lande, Holger Danskes mærke                                                                              |
|       |     |                 | Musique vocale      | — Hvor Oberon lever, Ved mindernes kilde                                                                                      |
|       |     |                 | Musique vocale      | — Vær hilset mit gamle Fædreland, Holger Danskes Tilbagekomst til Danmark                                                     |
| 1864  | 43  |                 | Musique de chambre  | 3 Fantasi pieces, Clarinette et piano                                                                                         |
| 1864  | 44  | mi bémol majeur | Musique de chambre  | Sextuor, 2 violons, 2 altos et 2 violoncelles                                                                                 |
| 1864  | 45  | fa majeur       | Musique symphonique | Symphonie nº 7 |
| 1865  | 46  |                 | Chœur               | At Sunset (Ved solnedgang). Cantate. chœur et orchestre. Texte de Andreas Munch                                               |
| 1866  | 50  |                 | Chœur               | The Crusaders (Korsfarerne). Cantate. Soli, chœur et orchestre. Texte de Carl Andersen                                        |
| 1869  | 48  |                 | Chœur               | Kalanus. Cantate. Soli, chœur et orchestre. Texte de Carl Andersen                                                            |
| 1869  | 54  |                 | Chœur               | Gefion. Cantate. Baryton, chœur et orchestre. Texte de Adam Oehlenschläger                                                    |
| 1869  | —   |                 | Chœur               | Festsang i Rosenborg Have. Chœur et piano. Texte de Frederik Paludan-Müller (?)                                               |
| 1871  | 47  | si mineur       | Musique symphonique | Symphonie nº 8 |
| 1871  | 51  |                 | Chœur               | Seasonal Pictures (Aarstidsbilleder). Soli, chœur de femmes et orchestre. Texte de Carl Andersen                              |
|       |     |                 | Chœur               | — Som Skygger i den dunkle Nat, Sommernat                                                                                     |
|       |     |                 | Chœur               | — Trækfuglen flyver dristigt op, Løvfald                                                                                      |
|       |     |                 | Chœur               | — Det flagrer mod Bondens Rude, Julekvæld                                                                                     |
|       |     |                 | Chœur               | — Hvad dæmrer i Øst bag den rødmende Sky, Løvspring                                                                           |
| 1872  | —   |                 | Chœur               | Festmusik til den nordiske Industriudstillings Aabningsfest. Chœur. Texte de Carl Ploug                                       |
| 1873  | 52  |                 | Chœur               | The Mountain Thrall (Den bjergtagne). Cantate. soli, chœur d'hommes et orchestre. Texte de Carsten Hauch                      |
| 1873  | 2b  |                 | Piano               | Fleurs de printemps (Foraarstoner), 3 Pièces pour piano. (revised version of 1841 pieces)                                     |
|       |     | fa majeur       | Piano               | — Allegretto grazioso |
|       |     | si bémol majeur | Piano               | — Andantino con moto |
|       |     | ut majeur       | Piano               | — Allegretto cantabile |
| 1873  | —   |                 | Orgue               | Festligt præludium over salmen "Lover den Herre". Orgue                                                                       |
| 1874  | 49  |                 | Chœur               | Zion. Cantate. Baryton, chœur et orchestre. Texte de Carl Andersen                                                            |
| 1874  | 53  | fa majeur       |                     | Novelletter, cordes |
| 1875  | 2a  |                 | Piano               | Rebus, 3 Pièces pour piano |
|       |     | si bémol majeur | Piano               | — Scherzo, |
|       |     | sol majeur      | Piano               | — Intermezzo |
|       |     | ut majeur       | Piano               | — Alla marcia |
| 1876  | —   | la majeur       | Piano               | Akvarel, Piano |
| 1877  | —   | mi mineur       | Musique de chambre  | Quatuor à cordes |
| 1878  | —   | la mineur       | Concerto            | Capriccio, Violon et orchestre                                                                                                |
| 1879  | 55  |                 | Musique symphonique | En Sommerdag paa Landet, Orchestral suite                                                                                     |
| 1879  | —   |                 | Musique vocale      | Festmusik i anledning by Universitetets 400 Aars Jubilæum                                                                     |
| 1879  | —   |                 | Musique vocale      | Fiskerdrengen leger ved salten Vesterhav, Fiskerdrengen. Texte de Chr. Richardt                                               |
| 1880  | 56  | ré mineur       | Concerto            | Concerto pour violon |
| 1881  | 57  |                 | Piano               | Nye Akvareller. Piano |
|       |     | la mineur       | Piano               | — Humoreske |
|       |     | mi majeur       | Piano               | — Notturno |
|       |     | ré bémol majeur | Piano               | — Scherzo |
|       |     | la majeur       | Piano               | — Romanza |
|       |     | fa majeur       | Piano               | — Capriccio |
| 1882  | 60  |                 | Chœur               | Psyche. Cantate. Soli, chœur et orchestre. Texte de Carl Andersen                                                             |
| 1883  | —   |                 | Chœur               | Festmusik til nordisk Kunstnermøde                                                                                            |
| 1884  | 61  |                 | Musique symphonique | Holbergiana, suite orchestrale                                                                                                |
| 1884  | —   |                 |                     | Ulysses-March. Forspil til Holberg: Ulysses von Ithaca                                                                        |
| 1885  | 59  | si bémol majeur | Musique de chambre  | Sonate pour violon nº 3 |
| 1885  | —   |                 | Chœur               | Benedictus and Amen. Chœur et Orgue                                                                                           |
| 1886  | 58  | mi majeur       | Musique symphonique | Novelletter, cordes |
| 1886  | 62  |                 | Musique de chambre  | Folkedanse, Violon et piano                                                                                                   |
| 1889  | 63  | ré majeur       | Musique de chambre  | Quatuor à cordes |
| 1889  | 64  |                 | Chœur               | Der Strom. Cantate. Soli, chœur, piano et orchestre. Texte d'après une traduction de J. W. von Goethes de Mahomet de Voltaire |
| 1889  | —   | mi mineur       | Musique de chambre  | Quatuor à cordes, Révision du quatuor de 1877                                                                                 |
|       |     |                 | Musique vocale      | Lieder pour lesquels l'année de composition est inconnue                                                                      |
|       |     |                 | Musique vocale      | Agnete var elsket, uskyldig and god, Vise om Agnete and Havmanden. Texte de H. C. Andersen                                    |
|       |     |                 | Musique vocale      | Ak kæreste Hr. Gulds, Farvel lille Grete. Texte de F. L. Høedt                                                                |
|       |     |                 | Musique vocale      | Alt oprejst Maanen staar, Fatimes bytensang. Texte de Adam Oehlenschläger                                                     |
|       |     |                 | Musique vocale      | De Bølger rulle så tungt bysted, Liden Kirsten. Texte de J. L. Heiberg                                                        |
|       |     |                 | Musique vocale      | De hvideste Perler i Havet er spredt, Den Elskede. Texte de Carsten Hauch                                                     |
|       |     |                 | Musique vocale      | Der er saa travlt i Skoven. Texte de Chr. Richardt                                                                            |
|       |     |                 | Musique vocale      | Der var saa favrt under Lindens Løv. Texte de ?                                                                               |
|       |     |                 | Musique vocale      | Der var så sort i Kirken, Den 19. December 1863. Texte de Chr. Richardt                                                       |
|       |     |                 | Musique vocale      | Der voksed et Træ i min Moders Gaard, Hemming spillemands sang. Texte de H. C. Andersen                                       |
|       |     |                 | Musique vocale      | En Songs henrykt til sit Hjerte trykker, Sommeren begynder. Texte de ?                                                        |
|       |     |                 | Musique vocale      | Farvel mit elskte Moderhjem! Flygtningen. Texte de Carsten Hauch                                                              |
|       |     |                 | Musique vocale      | Fluen flyver om Lysets Skin, Fluen. Texte de Julius Christian Gerson                                                          |
|       |     |                 | Musique vocale      | Fra kvalmfulde Mure. Texte de Adam Oehlenschläger                                                                             |
|       |     |                 | Musique vocale      | Går det, Herre, som jeg vil. Salme. Texte de N. F. S. Grundtvig                                                               |
|       |     |                 | Musique vocale      | Hvad toner gennem Skoven. Texte de J. L. Heiberg                                                                              |
|       |     |                 | Musique vocale      | Hvor Elven kækt gennem Kløften sprang, Fjeldbroen. Texte de Carl Andersen                                                     |
|       |     |                 | Musique vocale      | Hytten er lukket, Natten er stille, Serenade ved Strandbredden. Texte de Chr. Winther                                         |
|       |     |                 | Musique vocale      | Højt ligger paa Marken den hvide Sne, Snedronningen. Texte de H. C. Andersen                                                  |
|       |     |                 | Musique vocale      | I din Haand, du lille blinker, Til min egen Dreng. Texte de Ludvig Bødtcher                                                   |
|       |     |                 | Musique vocale      | I Jesu Navn er Løftets Ord udsagt, Bryllupssang. Texte de Johs. Petersen                                                      |
|       |     |                 | Musique vocale      | Jeg gik mig i den dunkle Skov, Jægerens Sommerliv. Texte de Henrik Hertz                                                      |
|       |     |                 | Musique vocale      | Jeg lader Baaden glide frem, En Situation. Texte de Chr. Winther                                                              |
|       |     |                 | Musique vocale      | Køb Herre, Frugter, liflig i Smag and Skær, Den lille Frugtsælgerske. Texte de Julius Christian Gerson                        |
|       |     |                 | Musique vocale      | Lette Bølge! Når du blåner, Barcarole. Texte de J. L. Heiberg                                                                 |
|       |     |                 | Musique vocale      | Lærken synger sin Morgensang, Fiskerdrengens Vise. Texte de H. C. Andersen                                                    |
|       |     |                 | Musique vocale      | Min lille Fugl, hvor flyver du. Romance. Texte de H. C. Andersen                                                              |
|       |     |                 | Musique vocale      | Natten er saa stille, Barcarole. Texte de J. L. Heiberg                                                                       |
|       |     |                 | Musique vocale      | Naar det dufter sødt fra Blomsters Flor. Texte de ?                                                                           |
|       |     |                 | Musique vocale      | Paaske vi holde. Texte de N. F. S. Grundtvig                                                                                  |
|       |     |                 | Musique vocale      | Rinda min Brud! Skalks Sang. Texte de Adam Oehlenschläger                                                                     |
|       |     |                 | Musique vocale      | Rosen sidder på tronen, Rosen. Texte de Chr. Winther                                                                          |
|       |     |                 | Musique vocale      | Rød Maanen skinner blandt Stjerner smaa, Havfruen. Texte de B. S. Ingemann                                                    |
|       |     |                 | Musique vocale      | Sig Himlen hvælver saa ren and klar, Martsvioler. Texte de H. C. Andersen                                                     |
|       |     |                 | Musique vocale      | Smaa Violer! O hvor sødt, Violerne. Texte de Adam Oehlenschläger                                                              |
|       |     |                 | Musique vocale      | Som markens blomst henvisner fage. Salme. Texte de N. F. S. Grundtvig                                                         |
|       |     |                 | Musique vocale      | Sov sødt i din Vugge, Vuggesang. Texte de Niels W. Gade                                                                       |
|       |     |                 | Musique vocale      | Spillemand spiller paa Strenge, Spillemanden. Texte de B. S. Ingemann                                                         |
|       |     |                 | Musique vocale      | Stæren sad paa Kviste, Naar Solen skinner. Texte de Barner                                                                    |
|       |     |                 | Musique vocale      | Tre Rejsende drand fra Herberget ud, Den Eenlige. Texte de B. S. Ingemann                                                     |
|       |     |                 | Musique vocale      | Ved Bækken jeg sidder, Pigens Sang ved Bækken. Texte de B. S. Ingemann                                                        |
|       |     |                 | Musique vocale      | Vi grave dybt i sorten Muld, Bjergmandssang. Texte de Chr. Winther                                                            |
|       |     |                 | Musique vocale      | Vi vandre sammen Arm i Arm, Skovsang. Texte de Emil d'Origny                                                                  |
|       |     |                 | Musique vocale      | Da droben auf jenem Berge, Schäfers Klagelied. Texte de J. W. v. Goethe                                                       |
|       |     |                 | Musique vocale      | Der treue Walther ritt vorbei, Vom treuen Walther. Texte de L. Uhland                                                         |
|       |     |                 | Musique vocale      | Fahr' mich hinüber junger Schiffer, Der Gondolier. Texte de Wilhelm Wagner                                                    |
|       |     |                 | Musique vocale      | Ich bin ein leichter Junggesell, Der Junggesell. Texte de Gustav Pfizer                                                       |
|       |     |                 | Musique vocale      | Lebet wohl, geliebte Bäume. Texte de J. W. v. Goethe                                                                          |
|       |     |                 | Musique vocale      | Mein Schatz ist auf die Wanderschaft hin, Volkslied                                                                           |
|       |     |                 | Musique vocale      | Von dem Felsen stürzt' ein Stein, Das Liebes-Denkmal. Texte de Wincenty Pol                                                   |
|       |     |                 |                     | Œuvres pour orgue pour lesquels l'année de composition est inconnue                                                           |
|       |     |                 | Orgue               | By Højheden oprunden er. Orgue                                                                                                |
|       |     |                 | Orgue               | Aleneste Gud i Himmerig. Orgue                                                                                                |
|       |     | ré mineur       | Orgue               | Andante con moto, Orgue |
|       |     | ut majeur       | Orgue               | Andante, Orgue |
|       |     | sol mineur      | Orgue               | Andante, Orgue |
|       |     |                 | Orgue               | Fra Himlen højt kom Budskab her (i). Orgue                                                                                    |
|       |     |                 | Orgue               | Fra Himlen højt kom Budskab her (ii). Orgue                                                                                   |
|       |     |                 | Orgue               | Hvo ikkun lader Herren raade (i). Orgue                                                                                       |
|       |     |                 | Orgue               | Hvo ikkun lader Herren raade (ii). Orgue                                                                                      |
|       |     | ut mineur       | Orgue               | Orgue stykke |
|       |     |                 | Orgue               | Sørgemarch. Orgue |
|       |     | ré mineur       | Orgue               | Tonestykke, Orgue |
|       |     | ut majeur       | Orgue               | Trio, Orgue |
|       |     | fa majeur       | Orgue               | Trio, Orgue |
|       |     |                 | Orgue               | Vor Gud han er saa fast en Borg. Choral & variations. Orgue                                                                   |

## Enregistrements
- Erlkönigs Tochter (The Elf King's Daughter) par le Concerto Copenhagen, dir. Lars Ulrik Mortensen, label Dacapo Records (2017)

## Littérature
- Inger Sœrensen, Niels W. Gade, Thematic-Bibliographic Catalogue of His Works, Dansk Center for Musikudgivelse, Ed. Multivers, 2019, 812 pages
- Inger Sœrensen, Niels W. Gade: Et Dansk Verdensnavn, Biografi, Gyldendal 2002
- Inger Sœrensen, Niels W. Gade og Hans Europæiske Kreds, Museum Tusculanum Forlag, 2009, 3 volumes, 1660 pages